# 아그리콜라전

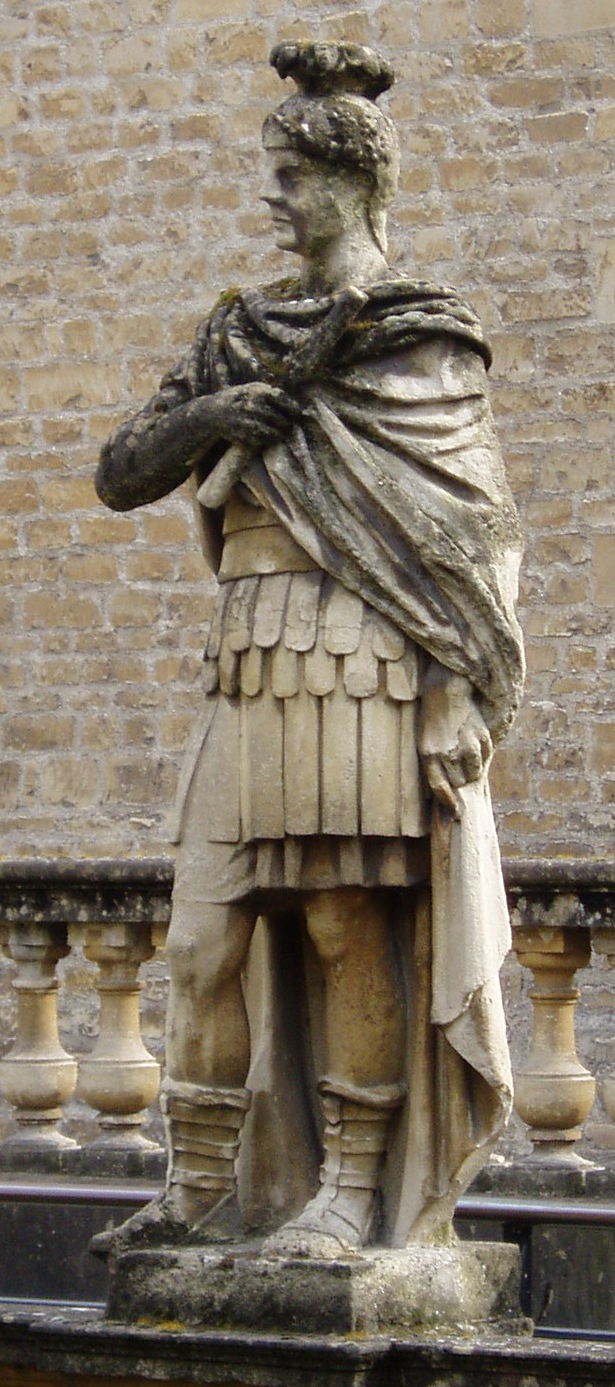

아그리콜라전(De vita et moribus Iulii Agricolae)은 타키투스의 작품으로, AD 98년 경에 작성되었다.
93년 장인 아그리콜라가 죽었을 때 그의 전기 집필을 착상했다. 그리고 최초의 집필 동기와는 동떨어지게 브리타니아(아그리콜라가 통치했던 속주)의 풍토 및 민족이 묘사되고 있어 로마 시대의 영국을 아는 데 필수불가결한 사료가 되고 있다.